# 에르마나리크
에르마나리크(라틴어: Ermanaricus 에르마나리쿠스[*], 고트어: Aírmanareiks 아르마나레익스), 고대 영어: Eormenric 에오르멘리크, 고대 노르드어: Jǫrmunrekr 요르문렉크, ? ~ 376년)는 그레우퉁기 고트족의 왕으로, 오늘날의 우크라이나 일대에서 큰 판도를 형성했다. 그와 동시대인이었던 암미아누스 마르켈리누스의 저술들과, 6세기 인물인 요르다네스의 《게티카》에서 언급된다. 그는 한때 북쪽으로는 발트해, 남쪽으로는 흑해, 동쪽으로는 우랄산맥에 닿는 제국을 건설했으나, 그가 죽고 난 뒤 고트 제국은 훈족의 침입으로 순식간에 무너져내렸다.
게르만의 신화에서도 에르마나리크가 등장하는데, 시구르드와 구드룬의 딸 스반힐드와 결혼했으나 스반힐드가 자기 아들과 사통하자 아들은 목매달아 죽이고 스반힐드는 산채로 말발굽에 짓밟아 죽였다.